# Hermógenes Valente Fonseca
Hermógenes Valente Fonseca conhecido como Hermógenes (Rio de Janeiro, 4 de novembro de 1908, — data e local da morte desconhecidos), foi um futebolista brasileiro que atuou como zagueiro e volante.

## Carreira
Foi o volante da seleção brasileira de futebol na primeira Copa do Mundo de 1930 no Uruguai.

## Títulos
America-RJ
- Campeonato Carioca: 1928, 1931

Seleção Brasileira
- Copa Rio Branco: 1931